# San Martín Tilcajete
San Martín Tilcajete là một đô thị thuộc bang Oaxaca, México. Năm 2005, dân số của đô thị này là 1631 người.